# 阮文佐
阮文佐（占語名：Po Tisuntiraydapuran，？—1794年2月），晚期占婆賓童龍第四王朝的一位君主，1780年至1794年在位。

## 生平
阮文佐，占名“Po Tisuntiraydapuran”，先世不详。占王编年史中称其为“外系之人”，可能是继婆子的后裔。
戊戌年（1778）正月，阮福映在柴棍即位，号称“摄国政”。随后阮福映派遣大将黎文匀率兵北伐西山。五月，黎文匀率军攻入平顺营，顺城镇亦为阮军所掌控。至庚子年（1780），阮文佐被阮主任命為掌奇，管轄順城鎮務。
壬寅年（1782）春，西山軍水军直入柴棍，阮福映战败，原先镇守平顺的阮军纷纷回援嘉定。四月底，阮军撤离后，阮文佐遂獻出傳國寶器，投降西山軍。
戊申年（1788）八月，阮福映重新佔據嘉定後，多次派人前往平顺诏谕阮文佐，阮文佐畏罪不肯归降。
庚戌年（1790）四月，阮福映再命黎文匀率兵出征平顺，西山军战败，阮文佐逃往平顺上游的蛮峒地区。九月，阮主任命前任顺城藩王阮文胜之子阮文昭钦差掌奇，管轄藩僚、藩民諸務，赐名“阮文昭”，管轄順城鎮事务。又赐藩僚哺𣘁到（Bu cà đáo）名“阮文振”、村巴煦（Thon ba hú）名“阮文豪”，并為钦差統兵該奇。
同年七月，黎文匀为西山军所败，阮军退守潘里与婆地。阮文佐再度为西山扶植为藩王。其后，阮文佐协助西山军，多次率兵截杀路过平地区的阮军。
癸丑年（1793）夏，阮军北伐。尊室会率步兵攻入平顺，阮文佐跟随西山都督胡文绪逃往上游地区。
甲寅年（1794）正月，随着阮主北伐的节节胜利，大势已去的阮文佐在被阮文豪带领的阮军擒获，随后遭到杀害。
阮文佐前后在位十三年（1780-1794），他死后，順城鎮藩王的稱號被廢除。